# Adventures in Modern Recording (canción)
«Adventures in Modern Recording» es el sexto sencillo del grupo británico The Buggles, publicado en enero de 1982 como segundo sencillo del también segundo álbum de estudio de la banda, de título homónimo.
El sencillo no alcanzó a aparecer en las listas del Reino Unido, pero alcanzó el puesto número 27 en las listas de Italia.
- Datos: Q11288442